# Грб Летоније
Грб Летоније је званични хералдички симбол Летонске Републике.
Грб је настао приликом проглашења независне Летонске Републике 18. новембра 1918. године и посебно је дизајниран за нову летонску државу. Представља комбинацију симбола летонске државности као и симболе старих историјских области које данас припадају Летонији.
Сунце у горњем делу грба симболише летонску државност. Порекло је у стилизованом приказу Сунца који су летонски пешадинци користили као симбол националног идентитета у руској војсци током Првог светског рата. То Сунце имало је 17 зрака као симбол 17 округа насељених летонским становништвом. Три звезде изнад грба приказују идеју уједињења три историјске области - Видземе, Латгале и Курланд-Семигалија у једну летонску државу.
Региони са богатом сопственом историјом приказани су старијим хералдичким фигурама које се јављају још у 16. веку. Курланд и Семигалију (западна Летонија) представља црвени лав познат још из 1569. године. Видземе и Латгале (источна Летонија) представља митолошко крилато сребрно створење са орловом главом - грифон. Овај симбол јавља се 1566. године, у време литванске контроле овог подручја.
Летонски грб осмислио је летонски уметник Рихардс Заринш.
Правилна употреба грба је строго регулисана. Три типа грба су у употреби - велики, мали проширени и мали грб.
- Велики грб користи председник Летоније, Парламент, премијер, кабинет министара, министарства, врховни суд и врховни тужилац, као и летонска дипломатска и конзуларна представништва.
- Мали проширени грб користе парламентарне агенције, кабинет министара у одређеним ситуацијама и друге институције под директним или индиректним надзором министарстава.
- Мали грб користе друге државне институције, општинске власти и образовне институције на званичним документима.

## Боје
|         | Црвена        | Зелена         | Плава         | Златна        | Сребрна               | Црна         |
| ------- | ------------- | -------------- | ------------- | ------------- | --------------------- | ------------ |
| Pantone | 186 C         | 341 C          | 286 C         | 873 C / 131 C | 877 C / Cool Gray 4 C | Black C      |
| CMYK    | 0, 100, 81, 4 | 100, 0, 67, 29 | 100, 66, 0, 2 | 0, 32, 100, 9 | 0, 0, 0, 27           | 0, 0, 0, 100 |
| RGB     | 204, 32, 48   | 0, 124, 90     | 19, 73, 145   | 211, 142, 0   | 195, 196, 198         | 0, 0, 0, 0   |